# Toxorhina (Toxorhina) grossa
Toxorhina (Toxorhina) grossa is een tweevleugelige uit de familie steltmuggen (Limoniidae). De soort komt voor in het Afrotropisch gebied.